# الطوابع البريدية والتاريخ البريدي لدولة الإمارات العربية المتحدة
تعرض هذه المقالة الطوابع البريدية والتاريخ البريدي لدولة الإمارات العربية المتحدة

## طوابع البريد الأولى
افتُتح أول مكتب بريد في المنطقة في دبي عام 1909. كان في دبي مكتب بريد واحد تابع للهند، يقع ضمن دائرة السند، وافتتح في 19 أغسطس 1909. ظلت الطوابع الهندية تستخدم لغاية إلغائها في عام 1947. واستخدمت عوضها الطوابع الباكستانية حتى 31 مارس 1948.

## وكالات البريد البريطانية في شبه الجزيرة العربية

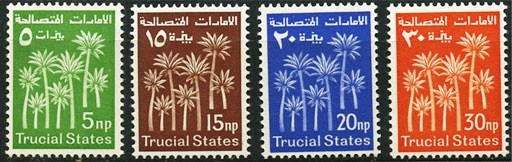
طوابع الإمارات المتصالحة لعام 1961.

أدارت بريطانيا العلاقات الخارجية لإمارات الساحل المتصالح (بمُوجب معاهدة "الاتفاقية الحصرية" لعام 1892)، بما في ذلك إدارة البريد والتلغراف - لم تكن الدول أعضاء في الاتحاد البريدي العالمي - الاتحاد البريدي العالمي). افتتحت حكومة الهند أول مكتب بريد لها في دبي في عام 1941، وتولت وكالات البريد البريطانية تشغيله في عام 1948. كانت الطوابع البريطانية آنذاك تحمل قيمة الروبية إلى غاية عام 1959 عندما أُصدرت مجموعة من طوابع "الإمارات المتصالحة" من دبي.
بعد تقسيم الهند، تم إنشاء وكالات البريد البريطانية في شرق الجزيرة العربية. كانت طوابع الوكالة البريطانية الصادرة في مسقط تُباع في دبي حتى 6 يناير 1961. وأصدرت الهيئة طوابع الإمارات المتصالحة في 7 يناير 1961.
وفي أبو ظبي، افتُتحت وكالة في جزيرة داس في ديسمبر 1960 وفي مدينة أبوظبي في 30 مارس 1963، وذلك باستخدام طوابع الوكالة البريطانية الصادرة في مسقط. لم تُستخدم طوابع الإمارات المتصالحة في أبو ظبي.
ومع تولّي كل إمارة إدارتها البريدية الخاصة، أُغلقت المكاتب: أُغلق مكتب دبي في 14 يونيو 1963؛ ومكتب أبوظبي في 29 مارس 1964.
شرعت الإمارات الشمالية في إصدار عدد من طبعات الطوابع المخصصة لسوق هواة الجمع، خاصة عجمان وأم القيوين والشارقة. تُعرف اليوم باسم الكثبان الرملية.

## أول طوابع إماراتية
أصدرت دولة الإمارات العربية المتحدة أول طوابع اتحادية في 1 يناير 1973. قبل ذلك، كانت الإمارات الفردية تصدر طوابعها الخاصة.

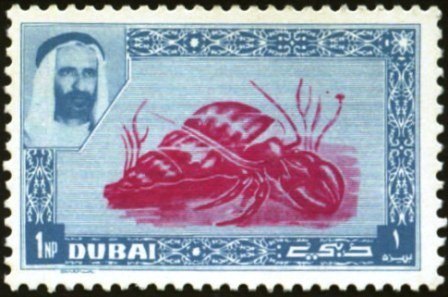
ختم دبي، 1963
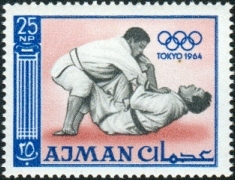
طابع عجمان، 1965
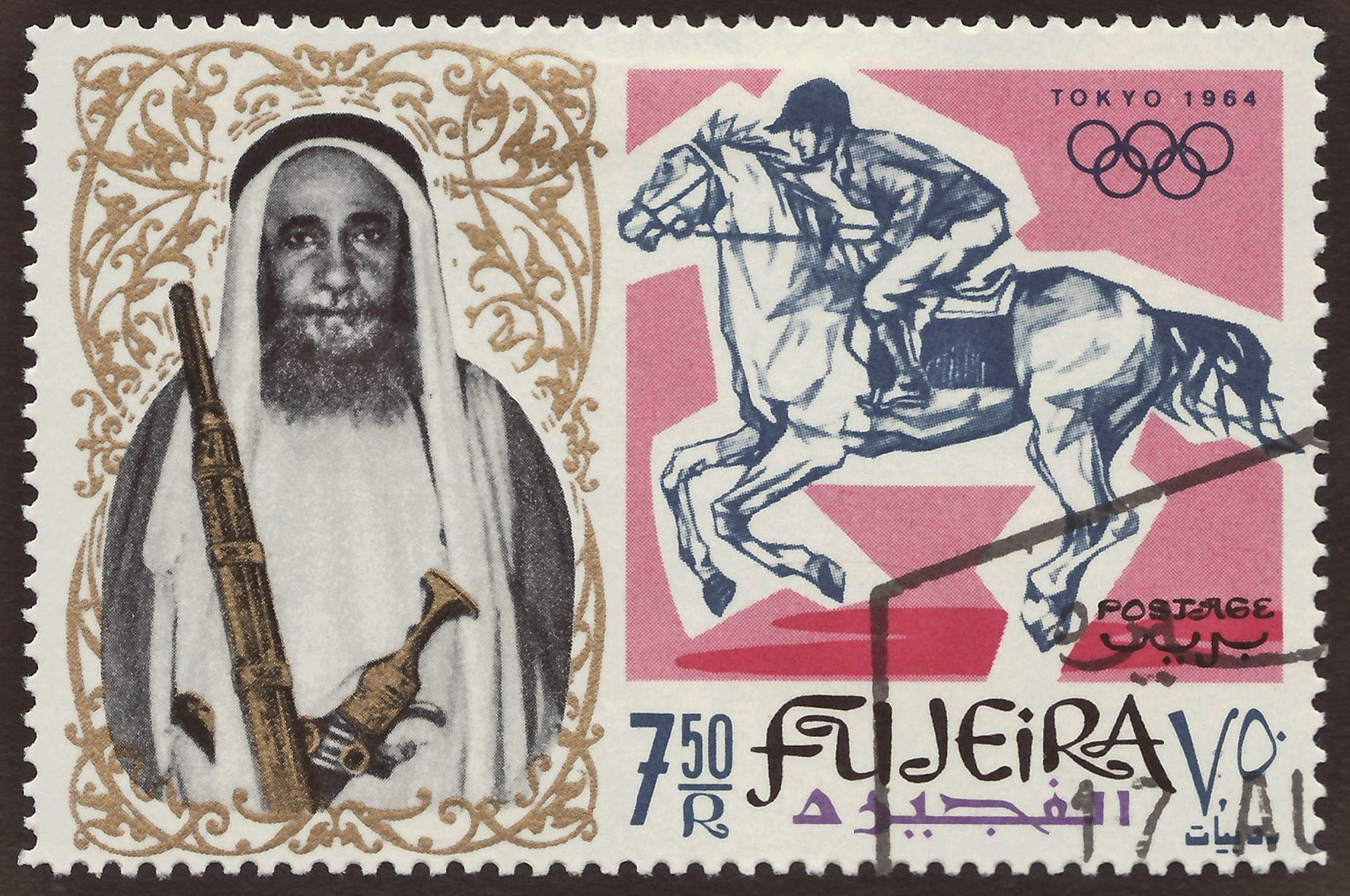
طابع الفجيرة، 1964
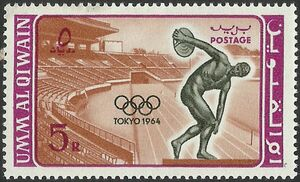
طابع أم القيوين 1964
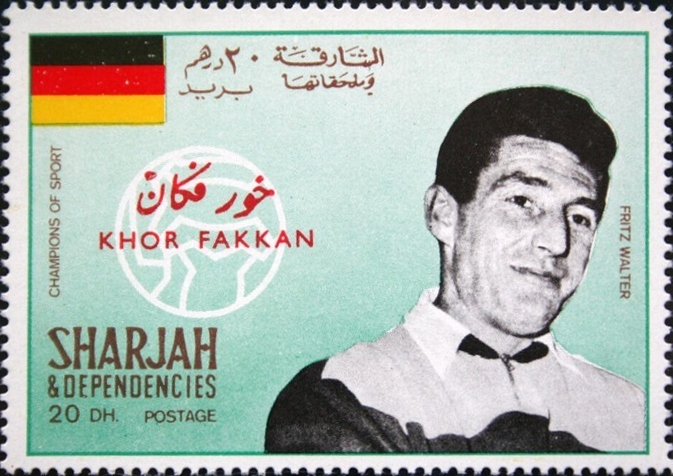
ختم الشارقة، 1968